# Мрочкі (Седлецький повіт)
Мрочкі (пол. Mroczki) — село в Польщі, у гміні Вішнев Седлецького повіту Мазовецького воєводства.
Населення — 234 особи (2011).
У 1975-1998 роках село належало до Седлецького воєводства.

## Демографія
Демографічна структура станом на 31 березня 2011 року:
|          | Загалом | Допрацездатний вік | Працездатний вік | Постпрацездатний вік |
| -------- | ------- | ------------------ | ---------------- | -------------------- |
| Чоловіки | 117     | 35                 | 62               | 20                   |
| Жінки    | 117     | 31                 | 56               | 30                   |
| Разом    | 234     | 66                 | 118              | 50                   |